# May McAvoy
May McAvoy (ur. 8 września 1899, zm. 26 kwietnia 1984) – amerykańska aktorka filmowa.

## Filmografia
- 1917: Nienawiść jako May Garvan
- 1920: Zapomniana dolina jako Poranna chwała
- 1924: Trzy kobiety jako Jeanne Wilton
- 1925: Ben-Hur
- 1927: Śpiewak jazzbandu
- 1944: Movie Pests jako Kobieta bez wizji
- 1952: Piękny i zły jako Sekretarka Pebbela
- 1959: Ben-Hur jako Kobieta w tłumie

## Wyróżnienia
Posiada swoją gwiazdę na Hollywoodzkiej Alei Gwiazd.